# Ikoku Meiro no Croisée
La Croisée dans un labyrinthe étranger (異国迷路のクロワーゼ, Ikoku Meiro no Kurowāze, littéralement « Le carrefour d'un labyrinthe étranger ») est un manga écrit et illustré par Hinata Takeda racontant l'histoire d'une jeune fille japonaise appelée Yune qui se retrouve à la fin du XIXe siècle à Paris. 
Le manga a été adapté en une série télévisée d'animation par Satelight qui a été diffusée au Japon entre le 4 juillet 2011 et 19 septembre 2011.

## Synopsis
L'histoire se déroule à la fin du XIXe siècle, alors que la culture japonaise gagne en popularité en Occident. Une jeune fille japonaise, Yune, accompagne un voyageur français, Oscar Claudel, lors de son retour en France, et se propose d'aider à la boutique familiale de ferronnerie à Paris. Claude, petit-fils d'Oscar, le propriétaire de la boutique, accepte à contrecœur de prendre soin de Yune, et nous apprenons comment les deux, qui ont si peu en commun, arrivent à se comprendre et vivre ensemble dans le Paris des années 1800.

## Personnages
Yune (湯音)
Doublée par : Nao Tōyama
Une petite fille japonaise qui vient en France avec Oscar pour travailler aux Enseignes du Roy.
Claude Claudel (クロード·クローデル, Kurōdo Kurōderu)
Doublé par : Takashi Kondo
Un travailleur des Enseignes du Roy et le petit-fils d'Oscar. Il est généralement peu familier avec les coutumes japonaises et est souvent confus par certaines manières de Yune.
Oscar Claudel (オスカー·クローデル, Osuka Kurōderu)
Doublé par : Hideyuki Tanaka
Le propriétaire des Enseignes du Roy et le grand-père de Claude qui ramène Yune avec lui en France.
Alice Blanche (アリス·ブランシュ, Arisu Buranshu)
Doublée par : Aoi Yūki
Un membre de la famille de la haute bourgeoisie Blanche qui possède la Galerie du Roy dans laquelle les Enseignes du Roy sont situées. Elle a une fascination pour la culture japonaise et se retrouve particulièrement attirée par Yune, espérant un jour son séjour dans son manoir.
Camille Blanche (カミーユ·ブランシュ, Kamiyu Buranshu)
Doublée par : Sayuri Yahagi
Un membre de la famille Blanche et la sœur aînée d'Alice. Il est sous-entendu qu'elle a été amoureuse de Claude depuis l'enfance, mais en raison de leurs différences de classe, ils ne peuvent jamais être ensemble.

## Manga
La série a débuté en 2006 dans le magazine Dragon Age Pure avant d'être transférée en 2009 dans le magazine Monthly Dragon Age. Le premier volume relié est publié par Fujimi Shobo le 6 décembre 2007 et deux tomes sont sortis au 5 juin 2009.

## Anime
L'adaptation en série télévisée d'animation a été annoncée en décembre 2010. Elle est produite par le studio Satelight avec une réalisation de Kenji Yasuda et un scénario de Junichi Sato. La série a été diffusée sur la chaine AT-X du 4 juillet au 19 septembre 2011. Le premier coffret Blu-ray/DVD un épisode spécial au format SD, et le troisième contient un épisode bonus non diffusé.

## Produits dérivés
Un light novel intitulé Le Cahier d'Yune est sorti le 20 juillet 2011. Un guide officiel de la série télévisée est sorti le 6 mars 2012.